# Вайс, Ицхак Тувья
Ицхак Тувья Вайс (идиш יצחק טוביה ווייס‎, 26 августа 1926 — 29 июля 2022) — руководитель «Эда Харедит» (его пост называется гаон ав бейт дин).

## Биография
Рав Вайс родился в 1926 году в Словакии в семье торговца лесом. В детстве учился в светской школе, занимался Торой с частным преподавателем.
Перед Второй мировой войной он бежал из Словакии на киндертранспорте. Он прибыл в Лондон в конце мая 1939 года, после еврейского праздника Шавуот. Он отпраздновал шаббат своей бар-мицвы в доме британки, которая приютила его. Он получил набор тфилин, присланный ему отцом через Красный Крест перед тем, как он был убит нацистами. К тому времени, когда прибыл тфилин, ни одного из его родителей не было в живых. Он был усыновлен ребе Симхой Рубином из Лондона.
Вайс продолжил свое образование в иешиве Торас Эмес в Стэмфорд-Хилле, Лондон (также известной как иешива Шнайдера), где он учился у раввина Моше (Иегуды) Шнайдера. Другим студентом ешивы был Мойше Штернбух, который служил вместе с ним равадом (Рош Ав Бейс Дин) Иерусалима. После женитьбы он учился в Гейтсхедском колледже Коллель у раввина Элиягу Элиэзера Десслера, который служил рош Коллель. После того, как Десслер репатриировался в Израиль в конце 1940-х годов, Вайс был назначен одним из руководителей Гейтсхедского коллеля. Затем более 30 лет жил и преподавал в общинах Антверпена (Бельгия).
Рав Вайс занял пост главы «Эда Харедит» в 2003 году. Когда израильское правительство впервые ввело определённые ограничения в отношении граждан, такие как ограничение молитвенных кворумов и других крупных собраний людей, чтобы защитить страну от пандемии коронавируса. Вайс выступил против этих решений. 2 апреля 2020 года у него был диагностирован COVID-19 после того, как он был госпитализирован в иерусалимскую больницу Хадасса Эйн Керем накануне с высокой температурой и низким кровяным давлением, а 5 апреля он был освобожден после улучшения состояния.
Скончался 29 июля 2022 года в Иерусалиме на 95 году жизни. Его похороны состоялись 31 июля, в Иерусалиме, на них присутствовало 100 тысяч человек.
У раввина Вайса были сын и три дочери от первой жены.